# Michael Köckritz
Michael Köckritz (* 24. Oktober 1956 in Geislingen an der Steige) ist ein deutscher Medienunternehmer, Journalist und Marken- und Kommunikationsberater.

## Leben
Köckritz studierte zunächst Medizin und arbeitete anschließend als Autor und Fotograf, bevor er Mitherausgeber und Marketing- & Kommunikationschef des Lifestyle-Automagazins Auto Focus wurde. 1995 gründete er eine Agentur für Presse- und Öffentlichkeitsarbeit mit Standorten in Reutlingen und Stuttgart, die er ab 1998 mit Partnern zu einer Full Service-Agentur für integrierte Markenkommunikation ausbaute. Gemeinsam mit Christian Gläsel gründete er 2007 den Verlag Red Indians Publishing (seit 2017 ramp.space) und ist seitdem Herausgeber und Chefredakteur von ramp, einem Magazin, das sich als Auto-Kulturmagazin versteht.

## Magazine
Im Jahr 2010 startete Red Indians Publishing das Reisekulturmagazin Capz, 2011 das Männer-Lifestyle Magazin rampstyle, 2013 die Line extension rampdesign sowie rampclassics. Seit 2017 erscheinen englische Ausgaben sowohl von ramp als auch rampstyle analog zur deutschen Ausgabe. Seit 2013 erscheint ramp auch in China als Lizenzausgabe. Köckritz wurde vielfach prämiert und mit internationalen Awards der Branche ausgezeichnet.
In Ergänzung zum Verlag ramp.publishing gründete Köckritz 2017 die Agentur ramp.studio für Inhaltbasierte strategische Markenkommunikation. Hier entwickelte er unter anderem für Porsche eine Multichannel-Strategieplattform Crazy about Porsche und verschiedene Kommunikationskonzepte und Maßnahmen.
Köckritz ist neben seiner Tätigkeit als Chefredakteur und Kreativdirektor auch als Buchautor und freier Journalist tätig. Unter anderem schreibt er für Brandeins und CP Monitor. Außerdem konzipiert Köckritz in Eigeninitiative Aktionskunst wie zum Beispiel sein Hörbuch „Chillen im Stillen“.
Köckritz lebt mit seiner Frau und drei Kindern in Tübingen.